# Richard McGonagle
Richard McGonagle, né le 22 octobre 1946 à Boston, est un acteur américain.

## Biographie
Richard McGonagle est un acteur spécialisé dans la narration et les voix de personnages animés. Très prolifique, il a joué dans plus de 150 films et séries télévisées et a également assuré les voix de personnages de plusieurs jeux vidéo.

## Filmographie

### Cinéma
- 1980 : Union City de Marcus Reichert
- 1987 : L'Aventure intérieure : un policier
- 1989 : Mon père : Victor Walton
- 1995 : Le Président et Miss Wade : Rumson Staffer
- 1998 : Supersens : Robert Bellweather
- 2000 : L'Enfer du devoir : le juge E. Warner
- 2000 : Joseph, le roi des rêves : Pharaon (voix)
- 2002 : Spirit, l'étalon des plaines : Bill (voix)
- 2007 : Sans plus attendre : le président du conseil d'administration
- 2009 : (500) jours ensemble : le narrateur (voix)
- 2009 : Green Lantern : Le Complot : Abin Sur (voix)
- 2010 : Tom et Jerry : Élémentaire, mon cher Jerry : Ali (voix)
- 2013 : Tom et Jerry : Le Haricot géant : Barney Bear (voix)
- 2014 : La Ligue des justiciers : Guerre : le président (voix)
- 2016 : Batman : Mauvais Sang : le président (voix)

### Télévision
- 1982 : Hooker (série télévisée, saison 2 épisode 2) : Joe Doyle
- 1984 : Rick Hunter (série télévisée, saison 1 épisode 1) : l'inspecteur Levine
- 1985 : Capitaine Furillo (série télévisée, saison 5 épisode 19) : le docteur Sandler
- 1985 : Clair de lune (série télévisée, saison 2 épisode 6) : l'inspecteur Barber
- 1985 : L'Agence tous risques (série télévisée, saison 4 épisode 10) : Pete Peterson
- 1986 : La Loi de Los Angeles (série télévisée, saison 1 épisode 12) : Ackley Atwood-Wade
- 1989 : Code Quantum (série télévisée, saison 1 épisode 8) : Bill Wilson
- 1992 : Star Trek : La Nouvelle Génération (série télévisée, saison 5 épisode 10) : Dr. Ja'Dar
- 1994-1997 : La Vie à cinq (série télévisée, 4 épisodes) : Emmett
- 1996-1999 : Troisième planète après le Soleil (série télévisée, 5 épisodes) : le docteur Howard
- 1997-2003 : The Practice : Bobby Donnell et Associés (série télévisée, 16 épisodes) : le juge Patrick Wilcox
- 1999 : Charmed (série télévisée, saison 1 épisode 15) : Woogy
- 2001 : Ally McBeal (série télévisée, saison 4 épisode 9) : le procureur Moon
- 2001 : X-Files (série télévisée, saison 8 épisode Renaissances) : Dr. Francis Orovetz
- 2003-2004 : JAG (série télévisée, 6 épisodes) : le capitaine Richard Carey
- 2005 : Star Wars: Clone Wars (série télévisée, 5 épisodes) : Général Grievous
- 2003-2005 : Duck Dodgers (série télévisée, 28 épisodes) : Dr. Q.I. de Génie
- 2005-2007 : Avatar, le dernier maître de l'air (série télévisée, 5 épisodes) : Bato
- 2006-2007 : Ben 10 (série télévisée, 26 épisodes) : Quad
- 2007 : Close to Home : Juste Cause (série télévisée, 3 épisodes) : le juge Lathrop
- 2007-2013 : Leçons sur le mariage (série télévisée, 5 épisodes) : le docteur Sachs
- 2010 : Nip/Tuck (série télévisée, saison 6 épisode 11) : Roger McGuinness
- 2010 : Community (série télévisée, saison 2 épisode 4) : Sanders (voix)
- 2010-2011 : Scooby-Doo : Mystères associés (série télévisée, 5 épisodes) : Ed Machine (voix)

### Ludographie
- 2004 : Metal Gear Solid 3: Snake Eater : Lyndon B. Johnson
- 2007 : Uncharted: Drake's fortune : Victor « Sully » Sullivan
- 2009 : Uncharted 2: Among Thieves : Victor « Sully » Sullivan
- 2011 : Uncharted 3: L'Illusion de Drake : Victor « Sully » Sullivan
- 2011 : Uncharted: Golden Abyss : Victor « Sully » Sullivan
- 2016 : Uncharted 4: A Thief's End : Victor « Sully » Sullivan
- 2016 : Batman: A Teltale Games Series : Carmine Falcone